# Teleorhinus brindleyi
Teleorhinus brindleyi är en insektsart som beskrevs av Knight 1968. Teleorhinus brindleyi ingår i släktet Teleorhinus och familjen ängsskinnbaggar. Inga underarter finns listade i Catalogue of Life.